# Paracoccus
Paracoccus är ett släkte av insekter. Paracoccus ingår i familjen ullsköldlöss.

## Bildgalleri

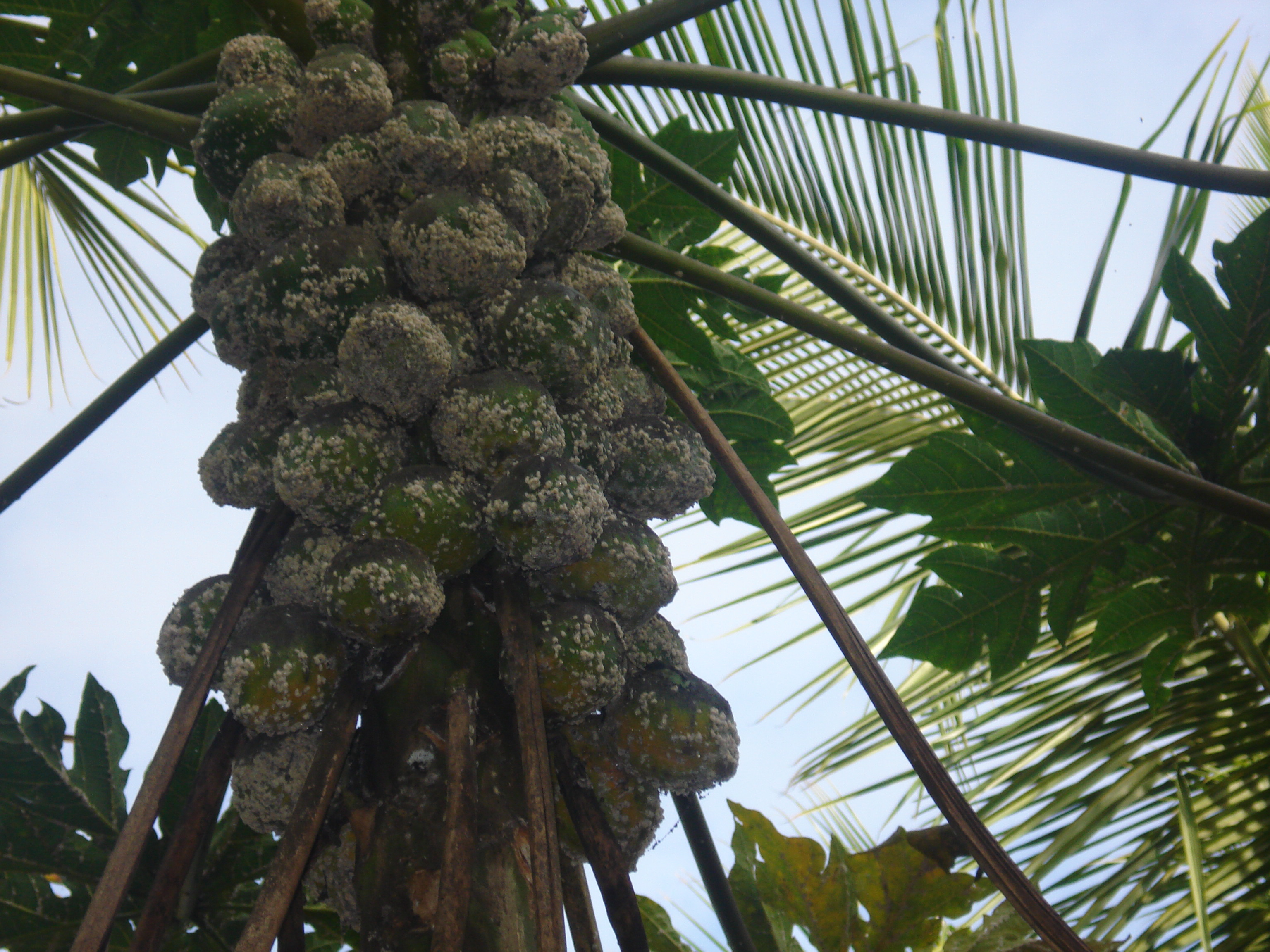
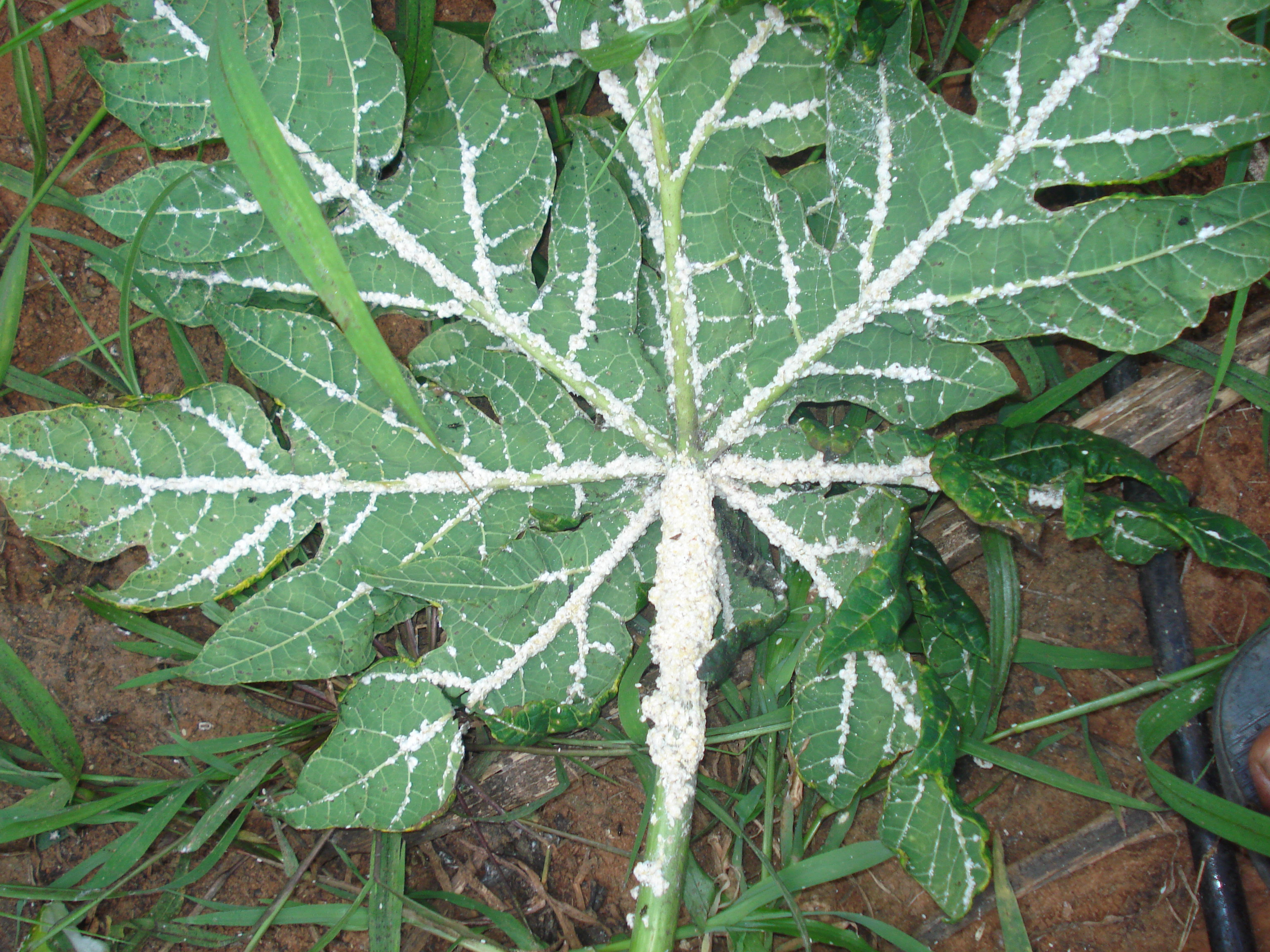
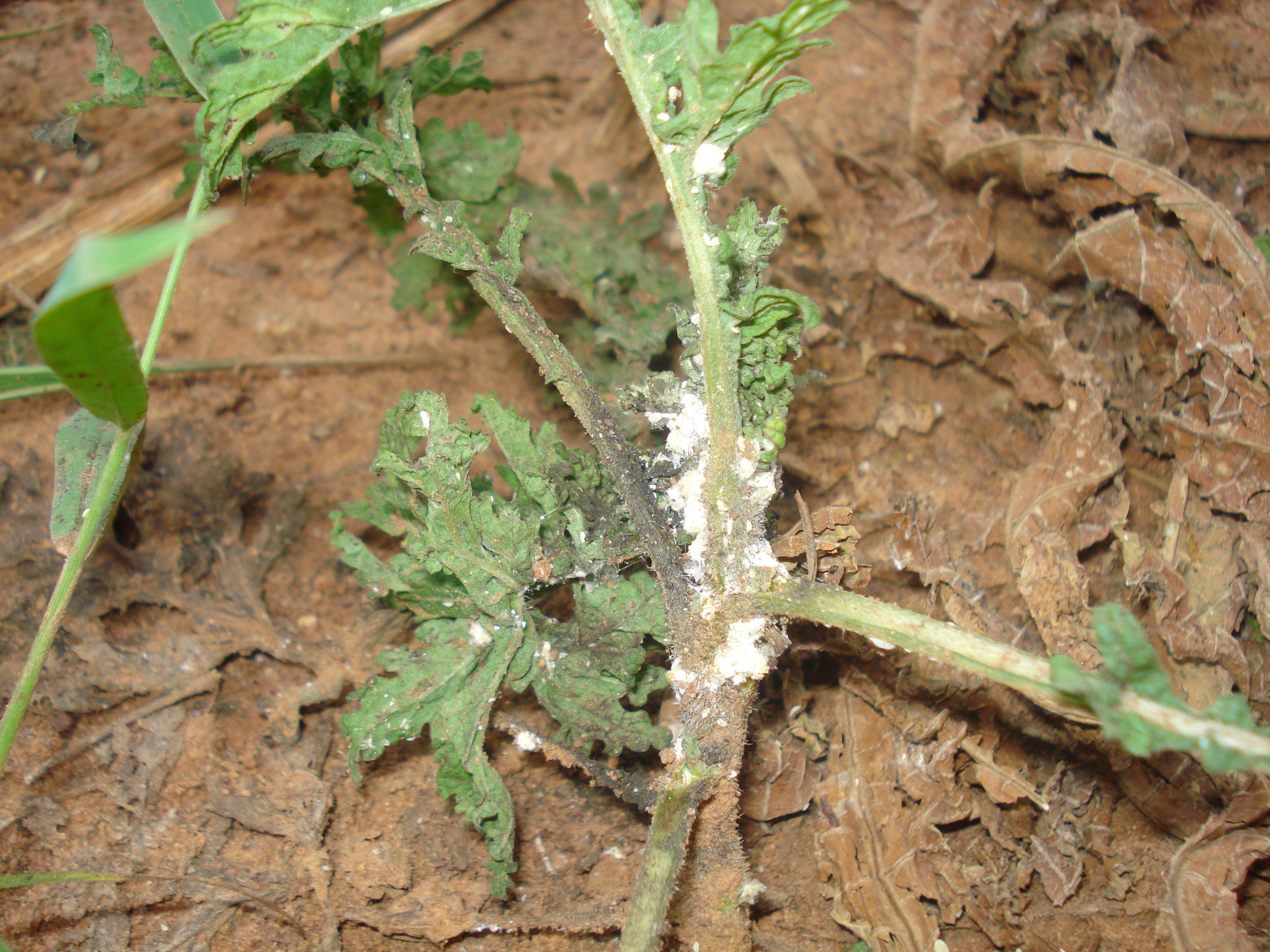

## Dottertaxa tillParacoccus, i alfabetisk ordning[1]
- Paracoccus abnormalis
- Paracoccus acaenae
- Paracoccus alazanensis
- Paracoccus albatus
- Paracoccus ascius
- Paracoccus aspratilis
- Paracoccus baccharidicola
- Paracoccus biporus
- Paracoccus bruguierae
- Paracoccus burnerae
- Paracoccus busiaensis
- Paracoccus butcherae
- Paracoccus canalis
- Paracoccus cavaticus
- Paracoccus circuliprivis
- Paracoccus claudus
- Paracoccus coriariae
- Paracoccus cryptus
- Paracoccus deboerae
- Paracoccus deceptus
- Paracoccus decorus
- Paracoccus definitus
- Paracoccus dendricola
- Paracoccus diversus
- Paracoccus drimydis
- Paracoccus eastopi
- Paracoccus erigeroni
- Paracoccus ferrisi
- Paracoccus glaucus
- Paracoccus hamoni
- Paracoccus hebes
- Paracoccus herreni
- Paracoccus ilu
- Paracoccus insolitus
- Paracoccus interceptus
- Paracoccus juniperi
- Paracoccus kajiadoensis
- Paracoccus larinus
- Paracoccus latebrosus
- Paracoccus leptospermi
- Paracoccus limuricus
- Paracoccus longicauda
- Paracoccus lycopersici
- Paracoccus marginatus
- Paracoccus melanesicus
- Paracoccus mexicanus
- Paracoccus miro
- Paracoccus morobensis
- Paracoccus multiductus
- Paracoccus muraltiae
- Paracoccus mutabilis
- Paracoccus myrtacearum
- Paracoccus nellorensis
- Paracoccus neocarens
- Paracoccus niuensis
- Paracoccus nothofagi
- Paracoccus nothofagicola
- Paracoccus oneratus
- Paracoccus ordinis
- Paracoccus orsomi
- Paracoccus parvicirculus
- Paracoccus perperus
- Paracoccus pinguis
- Paracoccus poculiporus
- Paracoccus podocarpi
- Paracoccus ranavalonae
- Paracoccus redactus
- Paracoccus reductus
- Paracoccus salviacola
- Paracoccus solani
- Paracoccus spinulosus
- Paracoccus sporoboli
- Paracoccus tectus
- Paracoccus townsendi
- Paracoccus trichinus
- Paracoccus trichospermi
- Paracoccus tuaregensis
- Paracoccus turrialbensis
- Paracoccus villanuevai
- Paracoccus zealandicus